# Astur
Astur is een geslacht van havik- en sperwersoorten in the familie Accipitridae.

## Taxonomie
Het geslacht Astur werd in 1799 door de Franse natuurvorser Bernard Germain de Lacépède in gebruik genomen.
De naam is afgeleid uit het Middeleeuws Latijn astur, asturis, hetgeen "havik" betekent.
De soorten in dit geslacht waren voorheen in Accipiter. Het genus Astur werd in 2024 opnieuw in gebruik genomen (resurrected) voor de volgende 9 voormalige Accipiter-soorten: 
- Coopers sperwer Astur cooperii
- Cubaanse sperwer Astur gundlachi
- Roodbroeksperwer Astur bicolor
- Chileense sperwer Astur chilensis
- Zwarte havik Astur melanoleucus
- Madagaskarhavik Astur henstii
- Havik Astur gentilis
- Amerikaanse havik Astur atricapillus
- Meyers havik Astur meyerianus